# Sergueï Omelyanchuk
Sergueï Omelyanchuk (en biélorusse : Сергей Омельянчук) est un footballeur biélorusse né le 8 août 1980 à Minsk (Biélorussie). Il a notamment évolué au poste de défenseur.

## Équipe nationale
Sergueï Omelyanchuk inscrit son premier but face à la Moldavie, le 9 octobre 2004.
74 sélections et 1 but avec la Biélorussie entre 2002 et 2011.

## Statistiques détaillées

### En sélection

#### Buts en sélection
| Buts en sélection de Sergueï Omelyanchuk | Buts en sélection de Sergueï Omelyanchuk | Buts en sélection de Sergueï Omelyanchuk | Buts en sélection de Sergueï Omelyanchuk | Buts en sélection de Sergueï Omelyanchuk | Buts en sélection de Sergueï Omelyanchuk | Buts en sélection de Sergueï Omelyanchuk |
|                                          | Date                                     | Lieu                                     | Adversaire                               | Score                                    | Résultat                                 | Compétition                              |
| ---------------------------------------- | ---------------------------------------- | ---------------------------------------- | ---------------------------------------- | ---------------------------------------- | ---------------------------------------- | ---------------------------------------- |
| 1.                                       | 9 octobre 2004                           | Stade Dinamo, Minsk (Biélorussie)        | Moldavie                                 | 1-0                                      | 4-0                                      | Éliminatoires coupe du monde 2006        |

NB : Les scores sont affichés sans tenir compte du sens conventionnel en cas de match à l'extérieur (Biélorussie-Adversaire)

## Palmarès

### Collectif
- Avec le Legia Varsovie :
  - Champion de Pologne en 2002.
  - Vainqueur de la Coupe de la Ligue polonaise en 2002.

- Avec le Lokomotiv Moscou :
  - Vainqueur de la Supercoupe de Russie en 2005.